# Campionato europeo maschile di pallacanestro Under-18 2011
Il 28º Campionato europeo di pallacanestro maschile Under-18 (noto anche come FIBA Europe Under-18 Championship 2011) si è svolto in Polonia, nella città di Breslavia, dal 21 al 31 luglio 2011.

## Squadre partecipanti
- Croazia
- Rep. Ceca
- Finlandia
- Francia
- Germania
- Grecia
- Italia
- Lettonia

- Lituania
- Polonia
- Russia
- Serbia
- Slovenia
- Spagna
- Turchia
- Ucraina

## Primo turno
Le squadre sono divise in 4 gruppi da 4 squadre ciascuno, con gironi all'italiana. Tutte si qualificano per la fase successiva ad eliminazione diretta.

### Gruppo A
| Team        | Pt | V - P | PF - PS   | Dp  |
| ----------- | -- | ----- | --------- | --- |
| 1. Croazia  | 6  | 3 - 0 | 199 - 167 | +32 |
| 2. Polonia  | 5  | 2 - 1 | 229 - 197 | +32 |
| 3. Slovenia | 4  | 1 - 2 | 174 - 213 | -39 |
| 4. Grecia   | 3  | 0 - 3 | 170 - 195 | -25 |

### Gruppo B
| Team         | Pt | V - P | PF - PS   | Dp   |
| ------------ | -- | ----- | --------- | ---- |
| 1. Serbia    | 5  | 2 - 1 | 246 - 185 | +61  |
| 2. Turchia   | 5  | 2 - 1 | 235 - 200 | +35  |
| 3. Germania  | 5  | 2 - 1 | 210 - 192 | +18  |
| 4. Finlandia | 3  | 0 - 3 | 162 - 275 | -112 |

### Gruppo C
| Team         | Pt | V - P | PF - PS   | Dp  |
| ------------ | -- | ----- | --------- | --- |
| 1. Spagna    | 6  | 3 - 0 | 235 - 181 | +54 |
| 2. Francia   | 5  | 2 - 1 | 200 - 166 | +34 |
| 3. Lettonia  | 4  | 1 - 2 | 176 - 191 | -16 |
| 4. Rep. Ceca | 3  | 0 - 3 | 154 - 226 | -72 |

### Gruppo D
| Team        | Pt | V - P | PF - PS   | Dp  |
| ----------- | -- | ----- | --------- | --- |
| 1. Lituania | 6  | 3 - 0 | 248 - 208 | +40 |
| 2. Italia   | 5  | 2 - 1 | 253 - 210 | +43 |
| 3. Russia   | 4  | 1 - 2 | 201 - 225 | -24 |
| 4. Ucraina  | 3  | 0 - 3 | 184 - 244 | -60 |

### Seconda fase

#### Gruppo E
| Team        | Pt | V - P | PF - PS   | Dp  |
| ----------- | -- | ----- | --------- | --- |
| 1. Polonia  | 9  | 4 - 1 | 375 - 321 | +54 |
| 2. Turchia  | 8  | 3 - 2 | 343 - 332 | +11 |
| 3. Serbia   | 8  | 3 - 2 | 371 - 338 | +33 |
| 4. Croazia  | 8  | 3 - 2 | 315 - 329 | -14 |
| 5. Slovenia | 6  | 1 - 4 | 303 - 339 | -36 |
| 6. Germania | 6  | 1 - 4 | 311 - 359 | -48 |

#### Gruppo F
| Team        | Pt | V - P | PF - PS   | Dp  |
| ----------- | -- | ----- | --------- | --- |
| 1. Spagna   | 10 | 5 - 0 | 402 - 321 | +81 |
| 2. Francia  | 9  | 4 - 1 | 333 - 306 | +27 |
| 3. Lituania | 8  | 3 - 2 | 381 - 347 | +34 |
| 4. Italia   | 7  | 2 - 3 | 389 - 258 | +31 |
| 5. Russia   | 6  | 1 - 4 | 319 - 400 | -81 |
| 6. Lettonia | 5  | 0 - 5 | 296 - 388 | -92 |

### Turno di classificazione

#### Gruppo G
Le ultime due squadre del girone retrocedono in Division B.
| Team         | Pt | V - P | PF - PS   | Dp  |
| ------------ | -- | ----- | --------- | --- |
| 1. Ucraina   | 11 | 5 - 1 | 361 - 342 | +19 |
| 2. Grecia    | 10 | 4 - 2 | 477 - 408 | +69 |
| 3. Rep. Ceca | 8  | 2 - 4 | 342 - 370 | -28 |
| 4. Finlandia | 7  | 1 - 5 | 375 - 435 | -60 |

## Fase a eliminazione diretta

### Tabellone principale
|  | Quarti di finale | Quarti di finale |        |         | Semifinali                | Semifinali                |  |  | Finale | Finale |
|  |                  |                  |        |         |                           |                           |  |  |        |        |
|  |                  |                  |        |         |                           |                           |  |  |        |        |
|  |                  |                  |        |         |                           |                           |  |  |        |        |
|  | Spagna           | 64               |        |         |                           |                           |  |  |        |        |
|  | Spagna           | 64               |        |         |                           |                           |  |  |        |        |
|  | Croazia          | 50               |        |         |                           |                           |  |  |        |        |
|  | Croazia          | 50               | Spagna | 77      |                           |                           |  |  |        |        |
|  |                  |                  | Spagna | 77      |                           |                           |  |  |        |        |
|  |                  | Turchia          | 54     |         |                           |                           |  |  |        |        |
|  | Turchia          | Turchia          | 54     | 80      |                           |                           |  |  |        |        |
|  | Turchia          |                  |        | 80      |                           |                           |  |  |        |        |
|  | Lituania         | 70               |        |         |                           |                           |  |  |        |        |
|  | Lituania         | 70               | Spagna | 71      |                           |                           |  |  |        |        |
|  |                  |                  | Spagna | 71      |                           |                           |  |  |        |        |
|  |                  | Serbia           | 65     |         |                           |                           |  |  |        |        |
|  | Polonia          | Serbia           | 65     | 52      |                           |                           |  |  |        |        |
|  | Polonia          |                  |        | 52      |                           |                           |  |  |        |        |
|  | Italia           | 70               |        |         |                           |                           |  |  |        |        |
|  | Italia           | 70               | Italia | 61      | Finale per il terzo posto | Finale per il terzo posto |  |  |        |        |
|  |                  |                  | Italia | 61      | Finale per il terzo posto | Finale per il terzo posto |  |  |        |        |
|  |                  | Serbia           | 67     |         |                           |                           |  |  |        |        |
|  | Francia          | Serbia           | 67     | 61      | Italia                    | 65                        |  |  |        |        |
|  | Francia          |                  |        | 61      | Italia                    | 65                        |  |  |        |        |
|  | Serbia           | 71               |        | Turchia | 69                        |                           |  |  |        |        |
|  | Serbia           | 71               |        |         | 69                        |                           |  |  |        |        |
|  |                  |                  |        |         |                           |                           |  |  |        |        |
|  |                  |                  |        |         |                           |                           |  |  |        |        |

### Tabellone 5º-8º posto
|  | Semifinali 5º/8º posto | Semifinali 5º/8º posto | Semifinali 5º/8º posto |         |          | Finale 5º/6º posto | Finale 5º/6º posto | Finale 5º/6º posto |  |
|  |                        |                        |                        |         |          |                    |                    |                    |  |
|  | Croazia                | Croazia                | 60                     |         |          |                    |                    |                    |  |
|  | Croazia                | Croazia                | 60                     |         |          |                    |                    |                    |  |
|  | Lituania               | Lituania               | 87                     |         |          |                    |                    |                    |  |
|  | Lituania               | Lituania               | 87                     |         | Lituania | Lituania           | 78                 |                    |  |
|  |                        |                        |                        |         | Lituania | Lituania           | 78                 |                    |  |
|  |                        |                        | Polonia                | Polonia | 66       |                    |                    |                    |  |
|  | Polonia                | Polonia                | Polonia                | Polonia | 66       | 70                 |                    |                    |  |
|  | Polonia                | Polonia                |                        |         |          | 70                 |                    |                    |  |
|  | Francia                | Francia                | 66                     |         |          | Finale 7º/8º posto | Finale 7º/8º posto | Finale 7º/8º posto |  |
|  | Francia                | Francia                | 66                     |         |          |                    |                    |                    |  |
|  |                        |                        |                        |         |          |                    |                    |                    |  |
|  |                        |                        |                        |         |          | Croazia            | Croazia            | 61                 |  |
|  |                        |                        |                        |         |          | Croazia            | Croazia            | 61                 |  |
|  |                        |                        |                        |         |          | Francia            | Francia            | '80                |  |

### Tabellone 9º-12º posto
|  | Semifinali 9º/12º posto | Semifinali 9º/12º posto | Semifinali 9º/12º posto |        |          | Finale 9º/10º posto  | Finale 9º/10º posto  | Finale 9º/10º posto  |  |
|  |                         |                         |                         |        |          |                      |                      |                      |  |
|  | Slovenia                | Slovenia                | 69                      |        |          |                      |                      |                      |  |
|  | Slovenia                | Slovenia                | 69                      |        |          |                      |                      |                      |  |
|  | Lettonia                | Lettonia                | 78                      |        |          |                      |                      |                      |  |
|  | Lettonia                | Lettonia                | 78                      |        | Lettonia | Lettonia             | 58                   |                      |  |
|  |                         |                         |                         |        | Lettonia | Lettonia             | 58                   |                      |  |
|  |                         |                         | Russia                  | Russia | 64       |                      |                      |                      |  |
|  | Russia                  | Russia                  | Russia                  | Russia | 64       | 69                   |                      |                      |  |
|  | Russia                  | Russia                  |                         |        |          | 69                   |                      |                      |  |
|  | Germania                | Germania                | 66                      |        |          | Finale 11º/12º posto | Finale 11º/12º posto | Finale 11º/12º posto |  |
|  | Germania                | Germania                | 66                      |        |          |                      |                      |                      |  |
|  |                         |                         |                         |        |          |                      |                      |                      |  |
|  |                         |                         |                         |        |          | Slovenia             | Slovenia             | 73                   |  |
|  |                         |                         |                         |        |          | Slovenia             | Slovenia             | 73                   |  |
|  |                         |                         |                         |        |          | Germania             | Germania             | '86                  |  |

## Classifica finale
| Campione d'Europa        | Campione d'Europa | Campione d'Europa |
| ------------------------ | ----------------- | ----------------- |
| Spagna                   |                   |                   |
| Argento                  | Serbia            |                   |
| Bronzo                   | Turchia           |                   |
| 4.                       | Italia            |                   |
| 5.                       | Lituania          |                   |
| 6.                       | Polonia           |                   |
| 7.                       | Francia           |                   |
| 8.                       | Croazia           |                   |
| 9.                       | Russia            |                   |
| 10.                      | Lettonia          |                   |
| 11.                      | Germania          |                   |
| 12.                      | Slovenia          |                   |
| 13.                      | Ucraina           |                   |
| 14.                      | Grecia            |                   |
| Retrocesse in Division B |                   |                   |
| 15.                      | Rep. Ceca         |                   |
| 16.                      | Finlandia         |                   |

## Premi individuali

### MVP del torneo
- Álex Abrines